# Pfarrkirche Scheffau am Wilden Kaiser

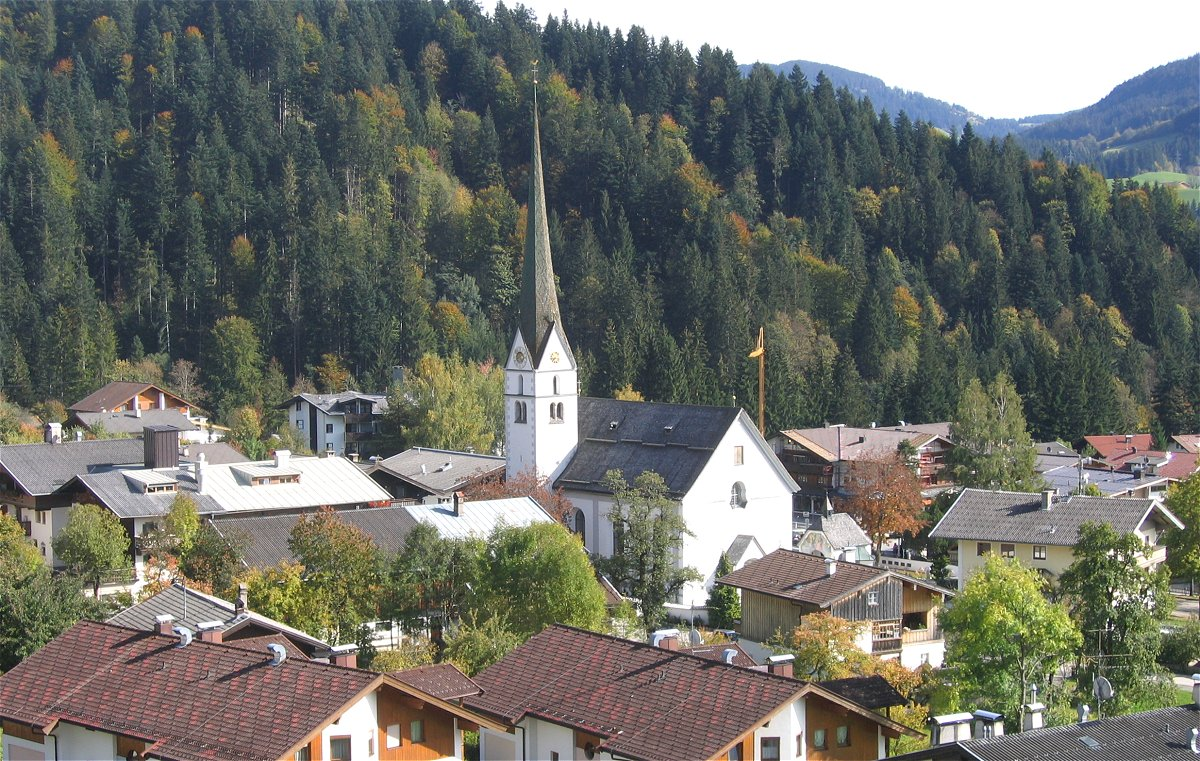
Katholische Pfarrkirche hl. Johannes der Täufer in Scheffau am Wilden Kaiser

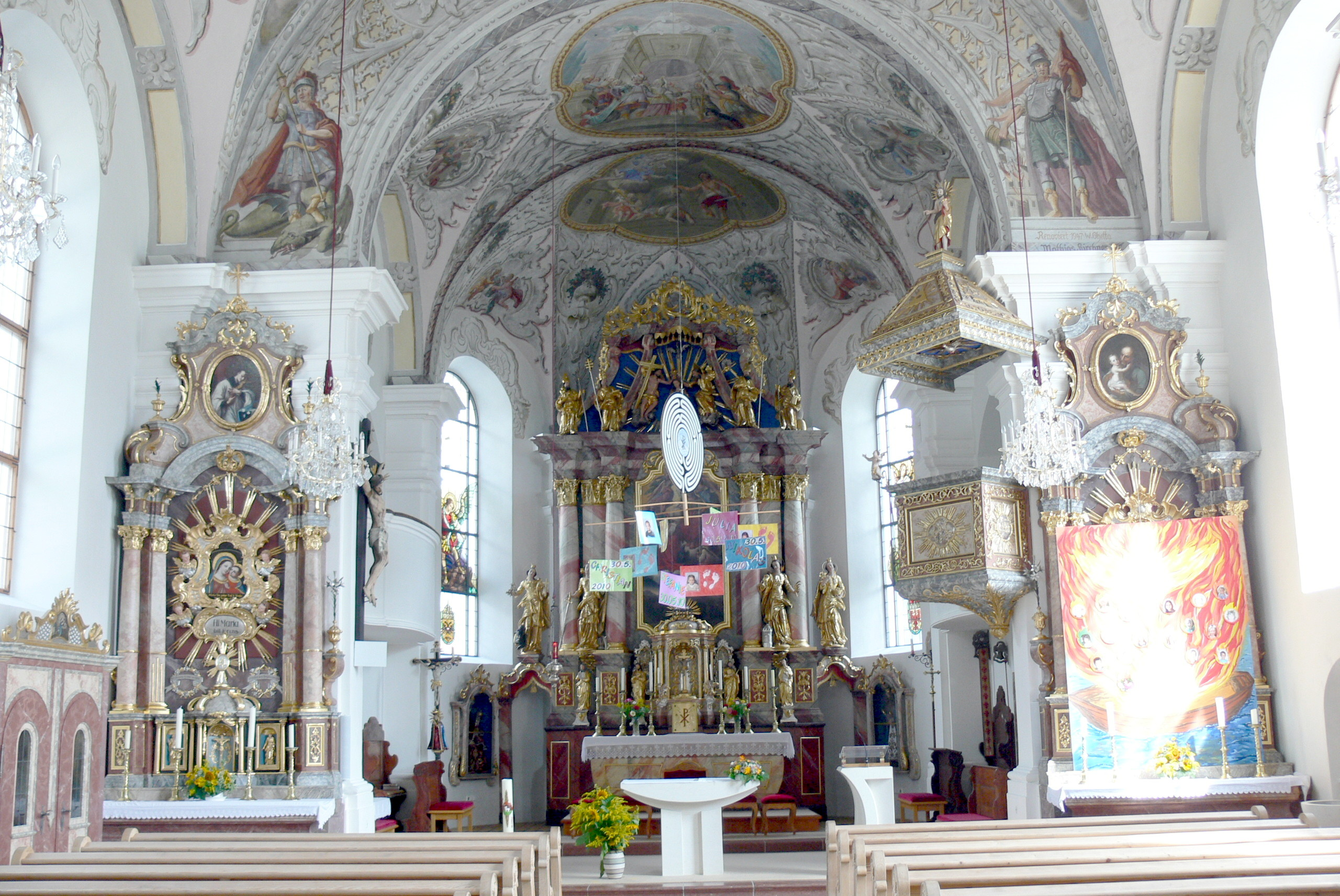
Langhaus, Blick zum Chor

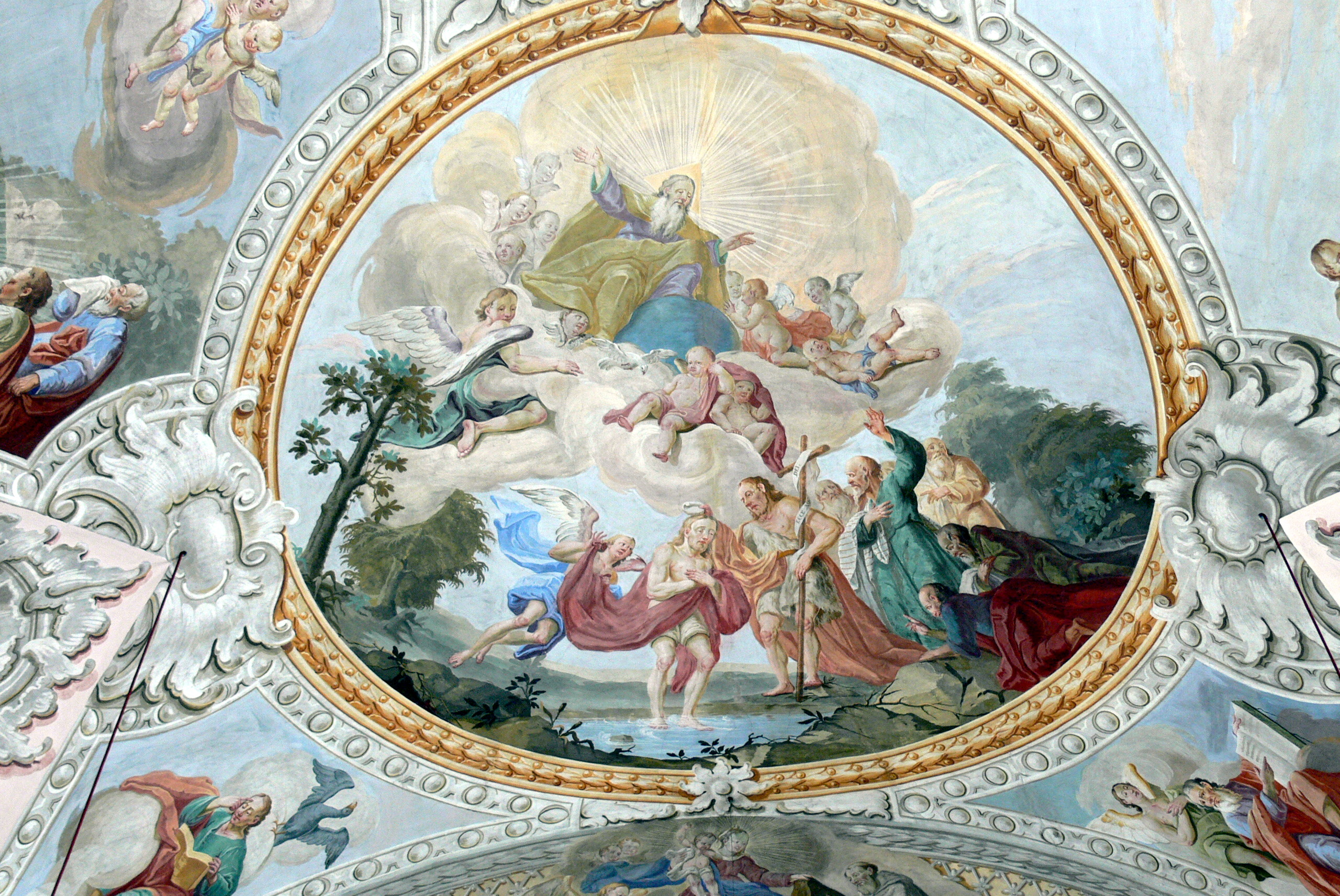
Deckenmalerei

Die Pfarrkirche Scheffau steht mittig im Ort in der Gemeinde Scheffau am Wilden Kaiser im Bezirk Kufstein im Bundesland Tirol. Die auf die heiligen Johannes der Täufer und Johannes Evangelist geweihte römisch-katholische Pfarrkirche gehört zum Dekanat Kufstein der Erzdiözese Salzburg. Die Kirche und der Friedhof stehen unter Denkmalschutz (Listeneintrag).

## Geschichte
Urkundlich wurde 1438 eine Kirche genannt. Im Urbar von Kloster Baumburg von 1439 wird sie als kirchen sand Johannes in Scheffau bezeichnet. Die heutige Kirche wurde 1755/56 nach den Plänen des Architekten Franz Pock erbaut. Die Kirche wurde 1891 zur Pfarrkirche erhoben.

## Architektur
Der barocke Kirchenbau ist von einem Friedhof umgeben.
Das Kirchenäußere zeigt ein mit Lisenen gegliedertes Langhaus, die Westfront mit einem Giebel hat Glockenbogenfenster. Das Westportal aus Marmor mit einem Segmentgiebel nennt 1756. Der rund schließenden Chor hat südseitig einen zweigeschoßigen Sakristeianbau, der gotische Turm steht im Norden, er hat spitzbogige Schallöffnungen, darüber rundbogige Doppelfenster, er trägt einen Spitzgiebelhelm mit der Jahresangabe 1569.
Das Kircheninnere zeigt ein dreijochiges Langhaus mit Tonnengewölben mit Stichkappen auf verkröpftes Gebälk auf Wandpfeiler mit vorgelegten Pilastern und rundbogigen Fenstern. Die Westempore ist zweigeschoßig. Der eingezogene Triumphbogen ist rundbogig. Der einjochige Chor unter einem Tonnengewölbe mit Stichkappen hat einen Halbkreisschluss und Seitenemporen. In der Nordwand befindet sich ein spitzbogiges gotisches Portal zum Turmerdgeschoß.
Die Deckenmalereien schuf der Maler Matthias Kirchner 1798 (1967 renoviert), im Chor Enthauptung des Johannes, Johannes tadelt Herodes und Herodias, in den Chorschildwänden Stefan und Laurentius, im Langhaus Taufe Christi, musizierende Engelschar, Geburt des Johannes, in den seitlichen Feldern Berufung des Apostels Johannes Evangelist und Jakobus, Marter des Johannes Evangelist in einem siedenden Ölkessel, Johannes Evangelist mit der Vision der Ankettung des Teufels und das legendäre Selbstbegräbnis von Johannes Evangelist. Die Glasmalereien sind von 1918.

## Ausstattung
Der Hochaltar aus dem dritten Viertel des 18. Jahrhunderts zeigt das Altarbild der beiden hll. Johannes vom Malter Johannes Gratzer 1868, er trägt die Statuen Margaretha und Dorothea über den Opfergangsportalen und im Obergeschoß die Figurengruppe Krönung Mariens und die Vier Kirchenväter.
In Mauernischen eine spätgotische Madonna um 1460, die barocke Figur Christus an der Martersäule, Christus in der Rast, Sebastian, weibliche Heilige, Notburga.
Das Heiliggrab aus 1752 wurde im 19. Jahrhundert durch mechanisch bewegliche Darstellungen ergänzt. Ein gotisches Vortragekreuz aus Kupfer vergoldet aus dem Ende des 14. Jahrhunderts ist in Verwahrung.
Eine Glocke nennt Joachim Michael Reis 1755.